# PictBridge
PictBridge är en industristandard utvecklad av Camera & Imaging Products Association (CIPA). Den fasta specifikationen stod färdig 2003. Syftet är att enkelt och användarvänligt möjliggöra direkta utskrifter från digitalkamera. Den vanligaste tillämpningen bygger på att man helt enkelt ansluter skrivaren till kameran med en helt vanlig USB-kabel.